# Майгазинська сільська рада
Майгази́нська сільська рада (рос. Майгазинский сельский совет) — муніципальне утворення у складі Білокатайського району Башкортостану, Росія. Адміністративний центр — село Майгаза.

## Населення
Населення — 826 осіб (2019, 1042 в 2010, 1427 в 2002).

## Склад
До складу поселення входять такі населені пункти:
| Населений пункт    | Населення, осіб (2002) | Населення, осіб (2010) |
| ------------------ | ---------------------- | ---------------------- |
| Васелга, присілок  | 285                    | 178                    |
| Майгаза, село      | 879                    | 672                    |
| Медятово, присілок | 263                    | 192                    |